# Onze-Lieve-Vrouw van Zeven Weeënkerk (Sint-Maria-Latem)

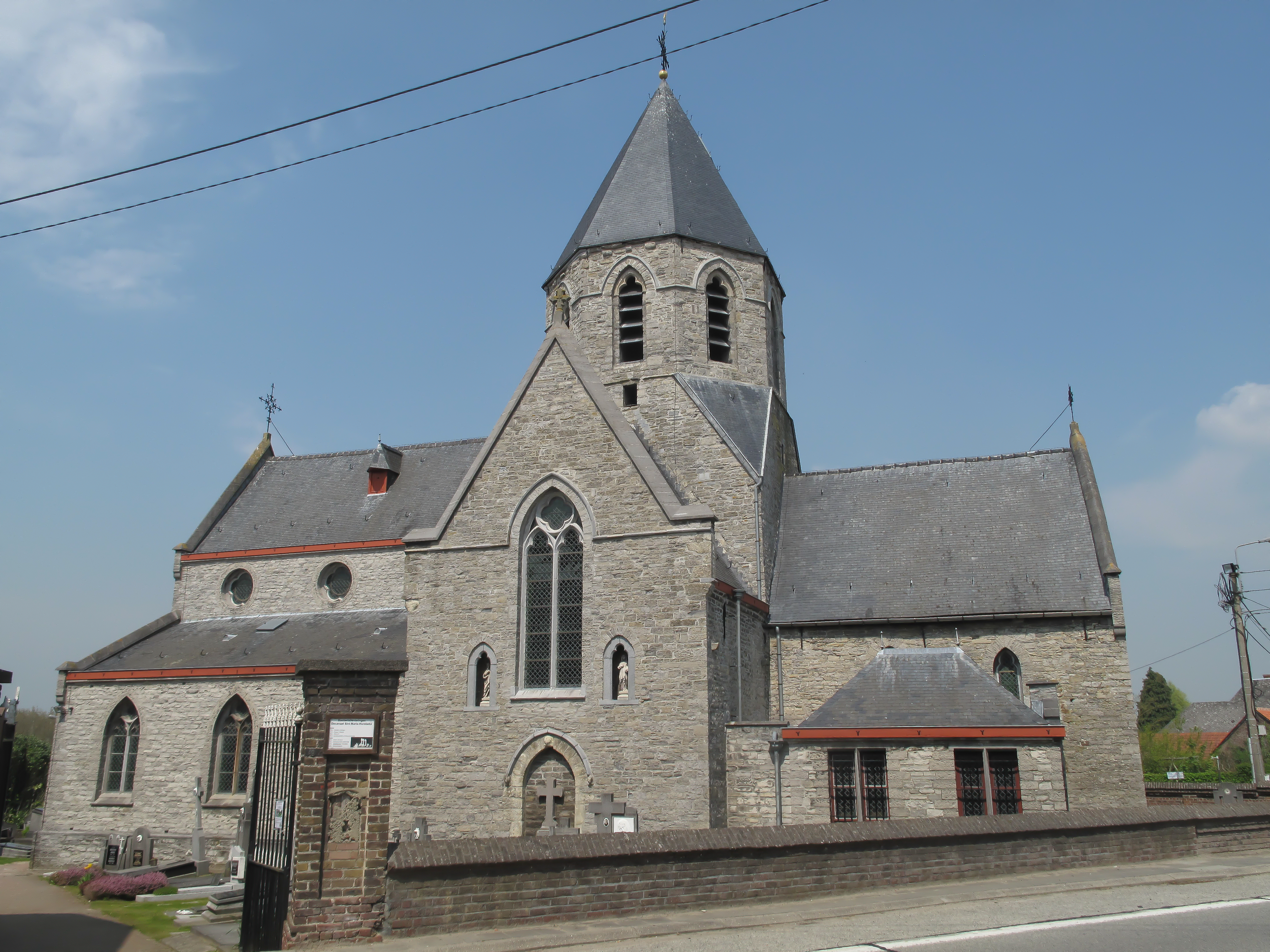
Onze-Lieve-Vrouw van Zeven Weeënkerk

De Onze-Lieve-Vrouw van Zeven Weeënkerk is de parochiekerk van de tot de gemeente Zwalm behorende plaats Sint-Maria-Latem, gelegen aan de Latemdreef 30.

## Geschiedenis
De kerk werd voor het eerst genoemd in 1176, toen het patronaatsrecht werd toegekend aan de Sint-Baafsabdij te Gent. Omstreeks 1300 was er sprake van een eenbeukige vroeggotische kruiskerk met vieringtoren en opgetrokken in Doornikse steen. Van 1906-1910 werd de kerk voorzien van twee zijbeuken in neogotische stijl. Omstreeks 1920 werd oorlogsschade hersteld.

## Gebouw
Het betreft een driebeukige kruisbasiliek met achtkante vieringtoren op vierkante basis, gebouwd in Doornikse steen. De westgevel is in neogotische stijl. De zuidelijke transeptarm van omstreeks 1300 heeft een puntgevel versierd met een zandstenen sculptuur van een mensenpaar.

## Interieur
De kerk bezit een aantal 17e-eeuwse schilderijen, waaronder: Onze-Lieve-Vrouw schenkt de rozenkrans aan de Heilige Dominicus, Heilige Familie met knielende monnik, Kruisiging en Graflegging. Een piëta is van omstreeks 1700.
Er is een 18e-eeuws kruisbeeld, afkomstig van een calvarie).
Het hoofdaltaar was oorspronkelijk een portiekaltaar van 1651 dat begin 20e eeuw gewijzigd is. Het noordelijk zijaltaar, gewijd aan Onze-Lieve-Vrouw, is van 1651. Het zuidelijk zijaltaar is gewijd aan Sint-Anna en Sint-Bartholomeus.
De lambrisering en de communiebank zijn van 1772, in rococostijl. De koorbanken zijn van omstreeks 1700. De preekstoel is van 1787 en twee biechtstoelen zijn uit de 2e helft van de 18e eeuw. Het doopvont is omstreeks 1800 vervaardigd.